# Iglesia matriz de San José de Jáchal

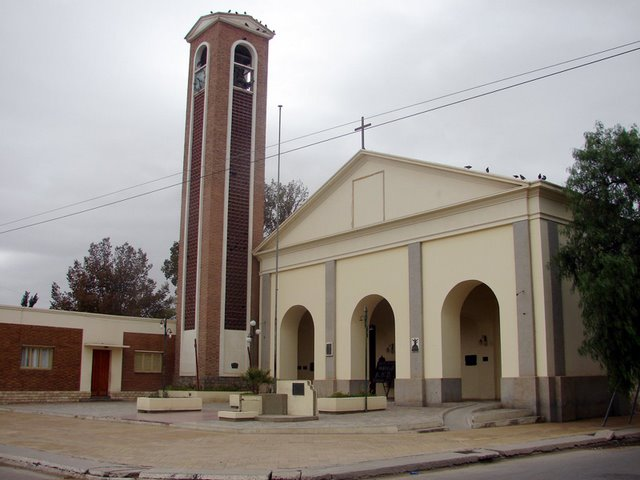
Fachada fontal de la iglesia.

La Iglesia matriz de San José de Jáchal, es la principal o más importante entidad religiosa cristiana de la ciudad de San José de Jáchal, ubicada en el departamento Jáchal, en el centro norte de la provincia de San Juan, Argentina.
En ella se venera a San José.

## Historia
Desde el año 1690 venera la imagen de San José como su Santo Patrono. 
1601, por disposición de Monseñor Juan Pérez de Espinosa Obispo de Santiago de Chile, se estableció una "Doctrina" en el paraje indígena denominado "Jáchal de Angacao" (actual departamento Jáchal) (Viceparroquia), pueblo de indios recién convertidos donde se hacía plática al pueblo explicando la doctrina cristiana.
1690: Permanencia de la Imagen de San José
1748: La Doctrina de San José y Viceparroquia se erige en "Curato" (Parroquia, territorio que está bajo la jurisdicción espiritual del Cura Párroco), por orden del Obispo de Chile Monseñor Juan González Melgarejo.
1749: Es designado doctrinero permanente Fray Francisco Robledo y Frías.
1751: Juan de Echegaray, fundador de San José de Jáchal, eligió a San José como Patrono de la población. De manera que el titular del Templo de Jachal es el Patriarca San José.
1783: Es traído desde Potosí el busto del Cristo Negro.
1792: El obispo de Chile Monseñor Juan González Melgarejo erigió en parroquia a San José.
1815: En dependencias de la Parroquia funcionó una escuela de enseñanza primaria, la primera que hubo en Jáchal a cargo de Fray Diego Larrain.
1816: El pueblo de Jáchal presta juramento, obediencia y fidelidad al Congreso de Tucumán en dependencias de la Parroquia (mayo).
1817: en el mes de enero, el pueblo y Parroquia de Jáchal colaboraron con el General José de San Martín, el párroco José Gregorio Garfia, dona esclavos y fondos parroquiales.
1817: Después de octubre, se celebra una Misa para dar gracias por el triunfo de San Martín en la Batalla de Chacabuco.
1853: Se jura la Constitución Nacional en un acto sencillo pero desbordante de fe y patriotismo ante el Cristo Crucificado o Señor de la Agonía.

## Localización
Coordenadas: 30°14′27″S 68°44′51″O / -30.24083, -68.74750.
- Datos: Q5912926
- Multimedia: Iglesia de San José de Jáchal / Q5912926